# Goera prominens
Goera prominens är en nattsländeart som beskrevs av Georg Ulmer 1911. Goera prominens ingår i släktet Goera och familjen grusrörsnattsländor. Inga underarter finns listade i Catalogue of Life.